# Monte Cristo (muzikál)
Monte Cristo je český muzikál na motivy románu Alexandra Dumase Hrabě Monte Cristo.
Hudbu složil Karel Svoboda, libreto napsal Zdeněk Borovec a na scénáři s ním spolupracoval choreograf Richard Hes. Režisérem představení byl Jozef Bednárik. Scénu, které dominoval bazén s plochou hladiny 100 m², navrhl Daniel Dvořák. Kostýmy navrhl výtvarník Theodor Pištěk se svým synem Janem.
Muzikál měl premiéru 13. prosince 2000 v Kongresovém centru v Praze,, kde se do derniéry 21. prosince 2002 odehrálo celkem 444 repríz a zhlédlo jej 525 tisíc diváků.. Muzikál byl v nové podobě uveden v divadle U Hasičů, kde společnost Faux Pas vytvořila novou inscenaci (premiéra proběhla 7.3. 2013).

## Původní obsazení muzikálu
- Monte Cristo – Daniel Hůlka, Marian Vojtko, Jaromír Adamec
- Mercedes – Leona Machálková, Vanda Konečná, Jana Zenáhlíková
- Haydée – Iveta Bartošová, Zuza Ďurdinová
- Albert – Bohuš Matuš, Roman Vojtek
- Abbé Faria – Karel Černoch, Josef Zíma
- Danglars – Jiří Korn, Martin Pošta, Otta Ballage
- Danglarsová – Hana Křížková, Naďa Wepperová
- Morcerf – Tomáš Bartůněk, Jaromír Adamec
- Edmond: Radim Schwab, Ernesto Čekan
- otec Dantes – Karel Fiala, Pavel Veselý
- malý Albert – Josef Vágner, Lukáš Kellner, Alexej Kolva

## Inscenace společnosti Faux Pas
premiéra 7.3. 2013 v divadle U Hasičů (Pozn. u tohoto provedení došlo k několika rozdělením dle roků)
- Monte Cristo: Patrick Plešinger, Lukáš Jindra, Jaromír Adamec
- Mercedes (rok 1815): Monika Povýšilová, Markéta Bednářová
- Mercedes (rok 1836): Andrea Horská, Petra Beoková, Veronika Stýblová
- Abbé Faria: Vít Bečvář, Jaromír Adamec
- Danglars (rok 1815): Michael Novotný, Petr Sattler
- Danglars (rok 1836): Martin Bujárek, Marián Samek
- Edmond Dantes: Petr Ryšavý, Lukáš Ondruš, David Bouša
- Fernando Mondego (rok 1815): Martin Suk, Petr Ryšavý, Milan Zítka
- Fernando Mondego de Morcerf (rok 1836): Jaromír Adamec, Martin Suk
- Albert: David Bouša, Lukáš Kellner, Lukáš Ondruš
- Haydée: Jana Rumlová, Michaela Talašová
- Hospodská: Adriana Pítrová, Ewa Hronková
- Danglarsová: Klára Kozlovská, Kateřina Holubová
- malý Albert: Jan Karlovský, Václav Janovský, Arsen Pletan
- otec Dantes: Petr Urbánek, Jaroslav Beneš